# ふじのくに千本松フォーラム
ふじのくに千本松フォーラム（ふじのくにせんぼんまつフォーラム）は、静岡県沼津市大手町の沼津駅北にある展示施設、会議施設、駐車施設、宿泊施設からなるコンベンション施設。愛称はスペイン語で「緑の広場」を意味するPLAZA VERDE（プラサ・ヴェルデ）。2013年夏に展示施設が先行オープンして14年夏に全館オープンした。

## 概要
計画段階における仮称は「東部コンベンションセンター」。静岡県が会議施設、沼津市が展示施設、民間企業がホテルの運営を行う。建築デザインは名称にもあるように千本松原をコンセプトにしている。
展示施設は同所にあった施設と同名の「キラメッセぬまづ」。3,875平方mの多目的ホール、市民ギャラリー、市民サロン、会議室などからなる。2013年6月29日に開館。2013年7月18日に一般貸出。
会議施設は「コンベンションぬまづ」。930平方mの大ホール、450平方mの中ホール、複数の会議室からなる。14年夏に開館。
展示施設と会議施設に関して13年度から19年度の指定管理者は「コングレ・コンベンション静岡グループ」が選定された。
宿泊施設は「ダイワロイネットホテルズ」客室150室、14年夏開業。
2020年東京オリンピックの聖火リレーでセレブレーション会場となった聖火ランナーは公募により、1万人程度が選ばれた聖火リレーについて組織委員会は、スポンサー企業4社と各都道府県実行委員会が行ったランナー公募に延べ53万5717件の応募があったと発表。

## キラメッセぬまづ
キラメッセぬまづは、日本国有鉄道沼津機関区の跡地を暫定的に有効利用するために建設された。広さ約3800平方m。1998年10月に開館。2011年3月に閉館。閉館後もフリーマーケット会場や東日本大震災被災地への支援物資拠点として活用された。2011年7月から10月にかけて解体作業が行われた。